# Britney & Kevin: Chaotic (EP)
Britney & Kevin: Chaotic o simplemente Chaotic —en español: Britney & Kevin: Caótico— es el primer extended play de la cantante estadounidense Britney Spears. Fue lanzado el 27 de septiembre de 2005 por Jive Records, como un disco extra del DVD Britney & Kevin: Chaotic... The DVD & More del reality show homónimo.
Del álbum se extrajo un único sencillo titulado «Someday (I Will Understand)», que alcanzó el top 10 en Dinamarca, Hungría, Italia y Suiza. Contó con su propio vídeo musical, dirigido por Michael Haussman, y fue grabado en blanco y negro. También incluyó dos canciones más, tituladas «Chaotic» y «Mona Lisa» en la edición original, y cinco temas adicionales distribuidas en diferentes ediciones.

## Antecedentes y grabación

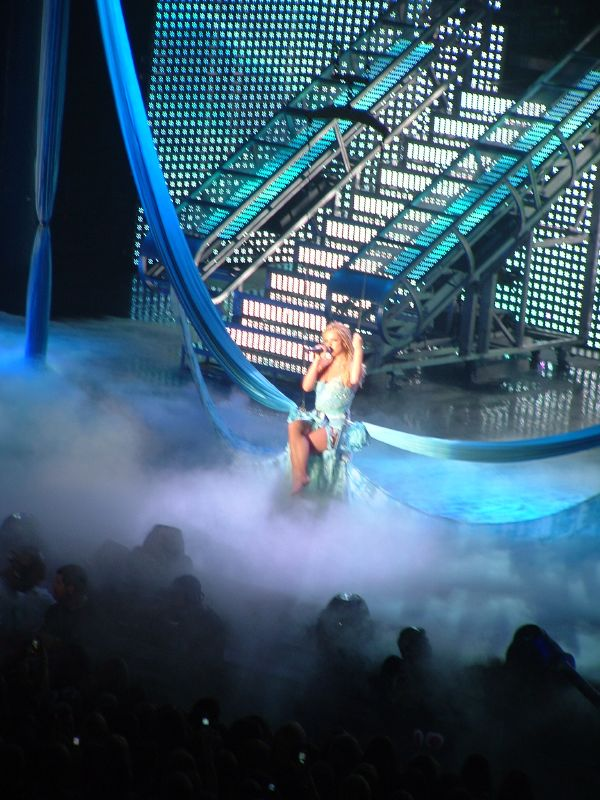
Spears presentando «Shadow» de su álbum In the Zone (2003), en la gira The Onyx Hotel Tour (2004). En donde conoció al padre de sus dos hijos, Kevin Federline.

El EP se llama Britney & Kevin por Kevin Federline, un bailarín con quien Spears, en julio de 2004, anunció su compromiso de boda. El romance recibió una intensa atención porque ambos se habían conocido solo 3 meses antes de comprometerse, y porque Federline había dejado embarazada recientemente a su exnovia, Shar Jackson. Las etapas iniciales de la relación entre Spears y Federline fueron el centro del reality show de Britney & Kevin: Chaotic, que más tarde se emitiría en el canal UPN durante la primavera de 2005. En octubre de 2004, la cantante anunció que iba a tomar una pausa en su carrera para formar una familia.
El 30 de diciembre de 2004, Spears hizo una aparición sorpresa en la estación de radio de Los Ángeles KIIS-FM para estrenar una mezcla de una nueva canción titulada «Mona Lisa». Dicha canción fue grabada en vivo durante el Onyx Hotel Tour con su banda de la gira y cuya letra es un lamento por el robo de la Mona Lisa. También reveló que quería que la canción fuera el primer sencillo de su siguiente álbum, tentativamente titulado The Original Doll y que esperaba que su lanzamiento fuera antes del verano del 2005. En enero de 2005, Spears publicó un mensaje en su sitio web, diciendo:

«Creo que debería re formularme a mí misma de mis mensajes anteriores cuando estaba hablando acerca de tomar un "descanso". Lo que quise decir fue que estoy tomando un descanso de hacer lo que hago [...] Las cosas que he estado haciendo últimamente han sido tan divertidas, porque no es como trabajar para mí. He estado aún más "en manos" de mí gestión, y me siento con más control que nunca».
Britney Spears hablando sobre su descanso.

Jive Records dijo que ningún álbum estaba previsto por el momento, ni había planes para lanzar a «Mona Lisa» en la radio. La canción, que había sido compuesta por Spears, Teddy Campbell y David Kochanski, se volvió a grabar para ser incluida en un EP. En mayo Spears grabó y compuso además para ese EP la canción «Someday (I Will Understand)» en el piano en su casa, dos semanas antes de que se supiera públicamente la noticia de su embarazo. El productor de esa canción fue Guy Sigsworth, quien junto a Imogen Heap, Robyn y Alexander Kronlund coescribieron la canción «Over to You Now», que fue incluida como bonus track en la edición británica-japonesa del EP. «And Then We Kiss» y «Do Somethin'» se incluyeron en la edición japonesa y en la de lujo, respectivamente.

## Promoción
«Someday (I Will Understand)» es el primer y único sencillo del álbum. La canción figuró entre los diez mejores semanales en mercados como Dinamarca, Hungría, Suecia y Suiza; entre los veinte éxitos en otros como Bélgica (Región Valona y Región Flamenca), Finlandia y Noruega; y entre los cuarenta primeros en Alemania, Austria y los Países Bajos. No obstante, en Alemania se convirtió en el primer sencillo de Spears que no consiguió situarse entre los veinte primeros lugares, luego de debutar en la vigésima segunda posición, según la edición del 6 de septiembre de 2005 de Media Control Charts. Según Oricon, «Someday (I Will Understand)» tampoco consiguió figurar en la lista de sencillos de Japón. Aunque Jive Records no lanzó la balada en los Estados Unidos, hasta agosto de 2010, ésta vendió 60 000 descargas en el país, según Nielsen SoundScan. Dicha canción contó con su propio vídeo musical, bajo la dirección de Michael Haussman, el que se editó completamente en blanco y negro. En 2005 una remezcla de la pista fue incluida en el álbum de mezclas B in the Mix: The Remixes. No obstante, a pesar de no ser publicado como sencillo, «Chaotic» fue lanzado en Japón como un CD promocional.

## Lista de canciones
| Disco 1 (estándar) |                               |                                                  |          |  |
| N.º                | Título                        | Escritor(es)                                     | Duración |  |
| 1.                 | «Chaotic»                     | Michelle Bell / Henrik Jonback / Pontus Winnberg | 3:33     |  |
| 2.                 | «Someday (I Will Understand)» | Britney Spears                                   | 3:38     |  |
| 3.                 | «Mona Lisa»                   | Teddy Campbell / Dave Kochanski / Britney Spears | 3:26     |  |

| Pistas extras |                   |                                                         |          |  |
| N.º           | Título            | Escritor(es)                                            | Duración |  |
| 4.            | «Over to You Now» | Guy Sigsworth/ Imogen Heap / Robyn / Alexander Kronlund | 3:45     |  |

| Edición japonesa |                    |                                       |          |  |
| N.º              | Título             | Escritor(es)                          | Duración |  |
| 5.               | «And Then We Kiss» | Britney Spears/Mark Taylor/Paul Barry | 4:28     |  |

| Pistas extras en Hispanoamérica |                                                               |                |          |  |
| N.º                             | Título                                                        | Escritor(es)   | Duración |  |
| 4.                              | «Someday (I Will Understand)» (Hi-Bias Signature Radio Remix) | Britney Spears | 3:46     |  |

| Disco 2 (de lujo) |                                            |                |          |  |
| N.º               | Título                                     | Escritor(es)   | Duración |  |
| 1.                | «Do Somethin'»                             | Henrik Jonback | 3:24     |  |
| 2.                | «Someday (I Will Understand)» (Radio Edit) | Britney Spears | 3:36     |  |
| 3.                | «Material extra»                           |                |          |  |

## Créditos y personal
| - Stephanie Alexander — corista - Michelle Bell — compositora y corista - Teddy Campbell — compositora - Gromyko Collins — corista - Fausto Cuevas — percusión - Dan Dymtrow — productor videográfico - Per Eklund — baterista - Kevin Federline — productor ejecutivo - Niklas Flyckt — baterista y mezcla - Emma Holmgren — corista - Henrik Jonback — bajista, compositor y guitarrista - Grant «Mr. Blues» Jones — editor videográfico - William Knight — editor videográfico | - Dave Kochanski — compositor - Thomas Lindberg — bajista - Steve Lunt — arreglista - Ben Mauro — guitarrista - Charles McCrorey — asistente de ingeniería - Sean McGhee — ingeniero, mezcla y programador - Billy Murphy — editor videográfico - Jonas Ostman — asistente de ingeniería - Francesco Perlangeli — asistente - Guy Sigsworth — instrumentación, productor y sonidos - Tom Soares — ingeniero - Britney Spears — compositora, productora ejecutiva, pianista, artista principal y corista - Pontus Winnberg — compositor - Steve Wolf — baterista - Bill Woodruff — director |

Fuente: Allmusic